# Јабалче
Јабалче (рум. Iabalcea) је насеље у општини Карашево, округ Караш-Северен у Румунији. Према попису из 2021. године у наљељу је било 192 становника. Налази се на надморској висини од 479 м.

## Историја
Јабалче се први пут помиње у средњовековним документима 1564. године као Jabalchna, затим 1607. године као Jabalcsia, 1713. године као Jabalcs, 1828. године као Jabaltsa, 1851. године као Jabalcsa, a данас је званични румунски назив Iabalcea. У појединим радовима се тврди, али без навођења извора, да је Јабалче као насеље постојало још 1370. године (Jabolnok).
Аустријски царски ревизор Ерлер је 1774. године констатовао да место "Јабалза" припада Карашовском округу, Вршачког дистрикта. Становништво је било претежно влашко.

## Становништво
Према подацима из 2002. године у насељу је живело 227 становника, а већинско становништво су били Карашевци, етничка група српског говорног подручја, који се углавном декларишу као Хрвати, а мањи део као Карашевци и Срби.
| Етнички састав према попису из 2002. године‍ | Етнички састав према попису из 2002. године‍ | Етнички састав према попису из 2002. године‍ | Етнички састав према попису из 2002. године‍ | Етнички састав према попису из 2002. године‍ |
| ------------------------------------------- | ------------------------------------------- | ------------------------------------------- | ------------------------------------------- | ------------------------------------------- |
|                                             |                                             |                                             |                                             |                                             |
| Хрвати (Карашевци)                          | Хрвати (Карашевци)                          |                                             | 210                                         | 92,5%                                       |
| Румуни                                      | Румуни                                      |                                             | 17                                          | 7,5%                                        |